# Biserica „Sfânta Cruce” din Damasc
Biserica „Sfânta Cruce” din Damasc este o biserică din Damasc (Siria).